# Aussegnungshalle des Dreifaltigkeitsfriedhofs (Landsberg am Lech)

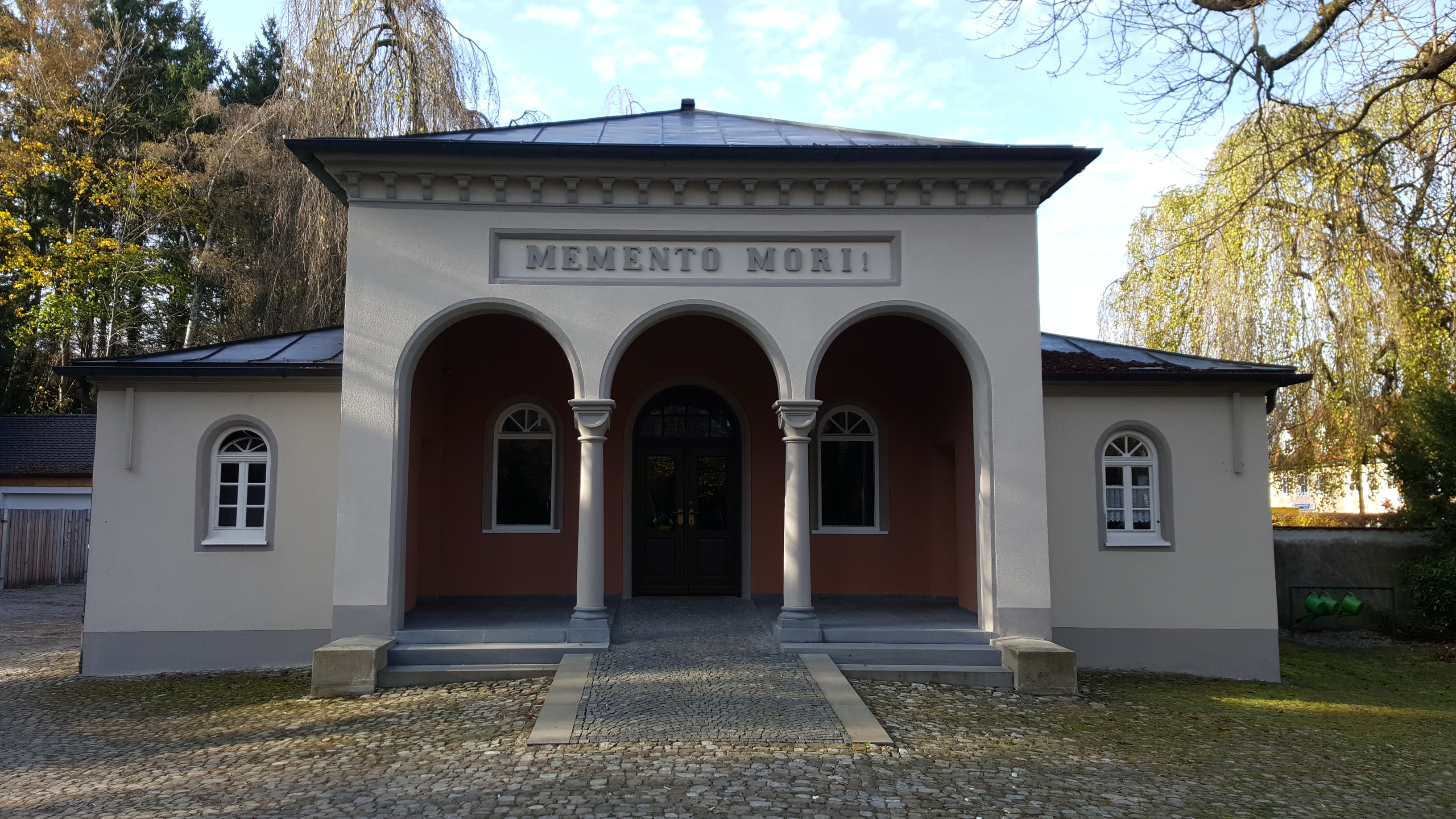
Aussegnungshalle des Dreifaltigkeitsfriedhofs in Landsberg am Lech

Die Aussegnungshalle des Dreifaltigkeitsfriedhofs in Landsberg am Lech, der Kreisstadt des oberbayerischen Landkreises Landsberg am Lech, wurde 1866 erbaut. Die Aussegnungshalle an der Augsburger Straße 7 ist ein geschütztes Baudenkmal.

## Beschreibung
Der eingeschossige Kubus mit flachem Walmdach und seitlich zurückgesetzten, niederen Anbauten mit abgewalmten Pultdächern, in spätklassizistischen Formen steht am nordwestlichen Ende der Friedhofserweiterung von 1863. 
Die Aussegnungshalle wurde vermutlich nach Plänen des Baumeisters Johann Wolf errichtet. Der Bau wurde 1931 renoviert und im Inneren leicht verändert. Die drei Rundbogenarkaden an der Eingangsseite haben zwei Stützsäulen mit Würfelkapitellen. Das Putzfeld darüber ist mit der Inschrift Memento mori versehen. Ein umlaufendes Konsolgesims schließt den Bau nach oben ab. 
In der Vorhalle öffnet sich eine zweiflügelige, bauzeitliche Tür mit rundbogigem Oberlicht. Die Tür wird von großen, ebenfalls rundbogigen Fenstern flankiert. 
Die seitlich zurückgesetzten, niedrigeren Anbauten und die Rückseite der Trauerhalle werden von mehrteiligen Rundbogenfenstern belichtet. 